# Command & Conquer: Alarmstufe Rot
Command & Conquer: Alarmstufe Rot (Originaltitel: Command & Conquer: Red Alert) ist ein von den Westwood Studios entwickeltes Echtzeit-Strategiespiel und der zeitliche (in Hinsicht auf das Erscheinungsdatum), nicht aber handlungsbezogene Nachfolger von Command & Conquer: Der Tiberiumkonflikt. Obwohl es in Deutschland ursprünglich, abweichend vom Originaltitel, als Command & Conquer – Teil 2: Alarmstufe Rot veröffentlicht wurde, bildet es zusammen mit Alarmstufe Rot 2, Alarmstufe Rot 3 und deren Erweiterungen ein innerhalb der Reihe eigenständiges Alarmstufe-Rot-Spieluniversum.

## Handlung
1946 beschließen Wissenschaftler in New Mexico unter Leitung Professor Albert Einsteins, den Zweiten Weltkrieg zu verhindern, indem sie Adolf Hitler ausschalten, noch bevor er in Deutschland die Macht ergreifen kann. Dazu reist Einstein in das Jahr 1924 zurück, in dem Hitler gerade aus dem Gefängnis entlassen wird. Einstein schleudert Hitler aus der Zeit und versetzt ihn in ein Paralleluniversum, sodass die Gefahr der Nationalsozialisten gebannt zu sein scheint. Doch der Zweite Weltkrieg beginnt anders. Da es das nationalsozialistische Deutsche Reich niemals gab, hatte die Sowjetunion niemanden, der sie in Schach hielt. Dies führt dazu, dass die Kriegsparteien denen des Kalten Krieges entsprechen: Die Sowjetunion und die Alliierten (eine Art NATO; zusammen mit Deutschland) kämpfen gegeneinander. Als die Sowjetunion eine Invasion auf Europa startet, sehen sich die europäischen Nationen gezwungen, ein Bündnis zu bilden, um die Sowjetunion zurückzudrängen. Am Ende kommt es dann zu einer von zwei Schlusssequenzen, in der entweder die Alliierten die Sowjets in Moskau besiegen und Stalin dabei töten, oder die Sowjets mit England die letzte Bastion der Alliierten in Europa einnehmen.
Am Ende des Sowjet-Feldzuges wird der Bezug zu Der Tiberiumkonflikt hergestellt: Kane, der spätere Anführer der Bruderschaft von Nod, übernimmt die Kontrolle über die Sowjetunion. Westwood bereute später diesen Zirkelschluss und wünschte sich, Kane nie in das Spiel eingebaut zu haben, da es sich schwierig gestaltete, weitere realistische Verbindungen zu den folgenden Veröffentlichungen herzustellen. Zudem wird nach einer alliierten Mission von einer Nachrichtensprecherin erzählt, dass die UNO plane, eine multinationale Organisation namens GDI zu gründen. Daher verzichtete Westwood bei Alarmstufe Rot 2 auf derartige Anspielungen.

## Zensur
In Deutschland erschien Alarmstufe Rot nur in einer entschärften Version, bei der sämtliche Soldaten zu Androiden (im Spiel fälschlicherweise als Cyborgs betitelt) abgeändert wurden. Eine Szene, in der Adolf Hitler von Einstein angesprochen und aus der Zeitlinie entfernt wird, wurde aus dem Spiel entfernt. Eine Zwischensequenz, in der Stalin seine Weltanschauung erklärt, und die Endsequenz, in der Stalin verschüttet wird, sind gekürzt. Außerdem wurden auch einige blutige Szenen herausgeschnitten.

## Spielprinzip
Das Spielprinzip ist mit dem des Vorgängers identisch. Wie im Vorgänger muss ein Rohstoff (hier Erz) gesammelt werden und Kraftwerke zur Stromversorgung gebaut werden. Die beiden Parteien haben stark unterschiedliche Technologiebäume. Die Alliierten haben schwache, aber schnelle Fahrzeuge, schwache Stellungen, eine starke Marine, viele Spezialeinheiten und sind in der Lage, Infanterie (kostenfrei) zu heilen, was Taktiken, die auf häufige Angriffe mit schnellem Rückzug hinauslaufen (Hit’n’run), begünstigt (ähnlich der Nod). Die UdSSR hat langsame, aber starke Fahrzeuge und Infanterie, eine starke Luftwaffe sowie starke Stellungen, was Taktiken begünstigt, die auf ein langsames Aufbauen einer großen Armee mit einmaligem starken Angriff (Rush) hinauslaufen (ähnlich der GDI). Durch die alliierte Seeüberlegenheit, besonders den Schlachtkreuzern (ein Schiff mit hohem Schadenspotenzial und sehr hoher Reichweite), hat eine Nähe des Stützpunktes zu Wasser je nach Seite große taktische Vor- oder Nachteile. Die Engine unterscheidet verschiedene Gefechtsköpfe der Waffen und verschiedene Rüstungsarten, die aufeinander verschieden stark wirken, wodurch eine Schere-Stein-Papier-Charakteristik entsteht. So wirkt z. B. eine MP-Salve stark gegen Infanterie und schwach gegen Panzer, Granaten mit Hohlladungen dagegen stark gegen Panzer, aber kaum gegen Infanterie (die in der Realität schwer mit Kanonen zu treffen wäre). Als Spezialwaffen kommen auf alliierter Seite die Chronosphäre (Teleporter) und Schattengeneratoren, auf sowjetischer Seite der „Eiserne Vorhang“ (Unverwundbarkeitsschirm) und Nuklearraketen zum Einsatz.

## Entwicklung

### Konzept
Alarmstufe Rot wurde ursprünglich als Erweiterung geplant, dann jedoch in einen Vollpreistitel umgewandelt. Es setzt die Geschichte von Der Tiberiumkonflikt nicht fort, sondern bildet ein eigenes Paralleluniversum. Zwar gibt es Anspielungen auf den Vorgänger, etwa durch den Auftritt des Charakters „Kane“, bei den nachfolgenden Titeln entfielen diese jedoch wieder. Vom ursprünglichen Erweiterungscharakter zeugen neben der identischen Engine und der Landschaftsgrafik sowie den gleich gebliebenen Sprites für Infanteristen auch einige nahezu unverändert übernommene Einheiten und Gebäude wie beispielsweise der „Mammut“-Panzer.
Fantastische Elemente entstammen Mythen über militärische Geheimprojekte im Zweiten Weltkrieg wie etwa eine waffenfähige Teslaspule gemischt mit Elementen des Kalten Krieges wie etwa Spionen. Geplant waren auch das Anlegen Schützengräben, das aber nach Playtests wieder verworfen wurde. Der Fokus wurde weniger auf Realismus gelegt. Bei der Spielbalance versuchte man das Eskalationsprinzip, bei der die nächst fortgeschrittene Einheit alle übrigen überflüssig macht, zu vermeiden. Die Größe des Teams lag zwischen 10 und 30 Mitarbeitern über den Entwicklungsverlauf.
Grundsätzliche neue Features waren die Lauffähigkeit unter Windows 95 in einer höheren Auflösung von 640×400 bzw. 640×480 Pixeln (SVGA) sowie der „Geplänkel“-Modus (englisch: Skirmish), in dem der Spieler auf den für den Mehrspieler-Modus vorgesehenen Karten gegen Computergegner antrat. Als neue Spielelemente wurden Marineeinheiten und Flugzeuge eingeführt, weiterhin wurde die im Vorgänger in einigen Missionen verwendete Wüstenlandschaft durch ein Winterszenario ersetzt.

### Veröffentlichungen
Das Spiel erschien am 31. Oktober 1996, rund ein Jahr nach Der Tiberiumkonflikt, für MS-DOS. Anders als beim Vorgänger und dem Nachfolger Tiberian Sun wurde von Alarmstufe Rot keine spielbare Demoversion veröffentlicht. Stattdessen präsentierte Westwood vorab einen selbstlaufenden Trailer, der überwiegend aus Material der Videosequenzen bestand und mit dem Dies Irae aus Wolfgang Amadeus Mozarts Requiem unterlegt war. Eine Konvertierung für die Konsole PlayStation wurde im November 1997 veröffentlicht.
Während das Spiel in den USA lediglich als Command & Conquer: Red Alert veröffentlicht wurde, erschien es in Deutschland unter der Bezeichnung Command & Conquer – Teil 2: Alarmstufe Rot. Diese Nummerierung im deutschen Sprachraum wurde für das nachfolgende Operation Tiberian Sun, dann als Teil 3 bezeichnet, beibehalten. Erst mit dem Nachfolger Alarmstufe Rot 2 wurde auf die Nummerierung wieder verzichtet und mit der Veröffentlichung von Command & Conquer 3: Tiberium Wars auch in der Tiberium-Reihe wieder auf die vom Entwickler vorgegebene Zählweise umgeschwenkt.
Anfang September 2008 stellte Electronic Arts die englischsprachige Vollversion von Alarmstufe Rot zum kostenfreien Herunterladen bereit, um den dritten Teil der Serie kostengünstig zu bewerben. Teile des Quelltextes wurden im Zuge des Remasters unter der GNU GPL auf GitHub veröffentlicht. Die Lizenz wurde bewusst gewählt, um mit Community-Patches wie CnCNet kompatibel zu sein. 2025 wurde der vollständige Quelltext unter der GNU General Public License Version 3 veröffentlicht.

## Rezeption
Die Power Play bewertete das Spiel in Ausgabe 12/1996 mit 87 % und zeichnete es mit dem Power Play Volltreffer aus. Knut Gollert befand das Spiel für besser als Warcraft 2, was er vor allem auf die detailliert gestalteten Missionen zurückführte. Sein Kollege Sascha Gliss war der Ansicht, die neuen Einheiten – insbesondere solche wie der Spion oder der Dieb – würden „völlig neue Möglichkeiten im Missionsdesign [eröffnen] und […] das Niveau merklich in die Höhe [schrauben].“ Kritisiert wurde jedoch, dass viele Missionen immer noch per Tank-Rush zu gewinnen seien.
Die PC Player (Ausgabe 12/1996) bewertete Alarmstufe Rot mit 5/5 Sternen. Michael Schnelle betonte, Westwood erfülle mit dem Spiel „so ziemlich alle Erwartungen, die an den Command&Conquer-Nachfolger gestellt wurden,“ und lobte ebenfalls die ausgefeilten Missionen. Jörg Langer nannte Alarmstufe Rot „das beste Echtzeit-Strategiespiel, das es zur Zeit gibt“ und bezeichnete die Auswahl an Einheiten sowie das Missionsdesign als „einzigartig“, warf jedoch ein, dass die wahre Stärke des Spiels im Mehrspieler-Modus liege.
Die PC Games bewertete das Spiel in Ausgabe 12/1996 mit 90 % und verlieh ihm den PC Games Award. Thomas Borovskis kommentierte, Command & Conquer: Alarmstufe Rot bringe „den Spielspaß, den man vom Vorgänger gewohnt [sei]“ und folgerte, dass die vorgenommenen Detailverbesserungen anstelle echter Innovationen „die Entscheidung für erklärte C&C-Freaks umso leichter“ machten.
Für PC Spiel handele es sich um das seinerzeit beste Echtzeit-Strategiespiel auf dem Markt. Die zahlreichen strategischen Möglichkeiten erhöhen den Wiederspielwert.
Auf der PlayStation fehlt eine Speicherfunktion, das Scrolling sei hingegen weicher als auf dem PC. Viele Einheiten bringen die Konsole jedoch auch an die Leistungsgrenze. Sowohl mit Joypad als auch mit Maus sei eine schnelle Steuerung möglich.

## Erweiterungen
Zu Alarmstufe Rot gibt es zwei Erweiterungen. Command & Conquer: Alarmstufe Rot – Gegenangriff (englisch: Counterstrike) und Command & Conquer: Alarmstufe Rot – Vergeltungsschlag (englisch: The Aftermath). Diese enthalten mehrere neue Missionen, in denen man auf sowjetischer Seite die Befehle von einem General Topolov entgegennimmt.

### Gegenangriff
Bei der ersten Erweiterung Gegenangriff wurden neue Missionen teils mit neuen Einheiten sowie 100 Karten für den Mehrspielermodus hinzugefügt. Für die Missionen wurden lediglich die Videosequenzen des Hauptspiels verwendet. Als Easter Egg bietet die erste Erweiterung die sogenannten Ameisen-Missionen, in denen der Spieler in England gegen mutierte Riesenameisen antreten muss. Der Titel dieser Missionen, It came from Red Alert, ist eine Anspielung auf das Cinemaware-Spiel It Came from the Desert, bei dem der Spieler ebenfalls gegen Riesenameisen kämpfen musste.

#### Rezeption
Der Schwierigkeitsgrad sei im Vergleich zu Der Ausnahmezustand deutlich herabgesetzt. Die Spieldauer sei eher kurz. Eine Detailverbesserung mit dem Speichern im Mehrspielermodus wurde umgesetzt. Steuerungsprobleme bei den Einheiten bleiben jedoch weiterhin bestehen.

### Vergeltungsschlag
Vergeltungsschlag bietet neben den neuen Missionen eine Anzahl neuer Einheiten wie beispielsweise den Teslasoldaten oder den teleportfähigen Chronopanzer, wobei insgesamt die Science-Fiction-Komponente stärker betont wurde. Allerdings wurden keine Videos mehr verwendet.

#### Rezeption
Die Präsentation komme langsam in die Jahre insbesondere im Vergleich mit der stärker werdenden Konkurrenz im Genre. Der Computergegner agiere manchmal etwas ungeschickt. Einheiten werden weiterhin mühsam einzeln produziert. Die Erzsammler verirren sich weiterhin in Sackgassen oder fahren durch feindliche Basen. Eine Hintergrundgeschichte für die Kampagne fehle, stattdessen werden Szenarien einzeln angewählt. Die sieben neuen Truppengattungen seien zu wenig Innovation.

### Gegenschlag
Für die Veröffentlichung auf der PlayStation im Sommer 1998 fasste Westwood beide Erweiterungen unter dem Namen Command & Conquer: Alarmstufe Rot – Gegenschlag (englisch: Retaliation) zusammen.

#### Rezeption
Es handele sich um die Missionen aus der PC-Fassung ohne Hintergrundgeschichte. Die Missionen seien dabei lang und schwer, wodurch das Fehlen einer Speicherfunktion noch stärker zu Tage tritt. Die deutsche Übersetzung sei teils verwirrend. Der Radar sei zu klein. Dennoch handele es sich um ein packendes Strategiespiel mit vorbildlicher Steuerung über die Maus.

## OpenRA

Logo des Projektes

OpenRA ist eine freie Reimplementierung der Spiel-Engine für Windows und Unixoide Systeme (wie macOS, GNU/Linux und FreeBSD). Das Projekt wird seit 2007 von einer Gemeinschaft entwickelt und steht auf GitHub zur Verfügung. Es ergänzt das Spiel um einen modernen Mehrspieler-Modus über das Internet und eine moderne Spielmechanik. Dabei werden das namensgebende Alarmstufe Rot (englisch Red Alert) sowie Der Tiberiumkonflikt und Dune 2000 als sogenannte Mods unterstützt. Technisch wird auf plattformübergreifende Hardwarebeschleunigung mit OpenGL und OpenAL basierten Raumklang gesetzt.
Die Bedienung ist stark modernisiert: so lassen sich Befehle mit Rechtsklicks anordnen und verketten. Es ist ein Spielen mit moderner Auflösung und eine dynamische Vergrößerung möglich. An der Spielbalance sind durch die Gemeinschaft teilweise erhebliche Änderungen vorgenommen worden, die insbesondere im Mehrspielermodus ausschlaggebend sind, da sie taktische Einschränkungen des Originalspiels beheben: so ist die Reichweite von Artillerie stark erhöht, Infanterie kommt einer größeren Rolle zu und der Technologiebaum wurde verändert. Unterstützt wird auch Nebel des Krieges, Spielwiederholungen sowie ein Erfahrungs- oder Rang-System für Einheiten Enthalten sind Wettereffekte, die mit dem Ziel implementiert wurden, keinen Stilbruch zu verursachen. Zudem existiert eine Red Alert: Global League für kompetitiven e-Sport. Eine Integration mit Discord erleichtert das Matchmaking.
Für die Zukunft haben die Entwickler zudem geplant, auch den Nachfolger des Tiberiumkonfliktes, also Operation Tiberian Sun, zu unterstützen. Ferner ist die Implementierung einer Engine mit „2,5D“-Perspektive – wie in späteren Teilen der Command-&-Conquer-Serie – geplant.